# From the Manger to the Cross; or, Jesus of Nazareth
From the Manger to the Cross; or, Jesus of Nazareth è un film del 1912 diretto da Sidney Olcott. Prodotto dalla Kalem Company, è il primo lungometraggio su Gesù, che è interpretato dall'attore britannico R. Henderson Bland. Gene Gauntier, autrice della sceneggiatura, interpreta inoltre il ruolo di Maria, e anche lo stesso Olcott fa una breve apparizione nel ruolo di un cieco. Il film racconta la storia di Gesù dalla nascita alla crocifissione dividendola in capitoli e descrivendo le scene tramite citazioni del Vangelo. Prodotto con un budget di 35.000 dollari e girato in Palestina e in Egitto, il film fu proiettato per la prima volta il 3 ottobre 1912 ed ebbe un grande successo di critica e pubblico, incassando quasi un milione di dollari.
Nel 1998 il film fu selezionato per la conservazione nel National Film Registry della Biblioteca del Congresso perché "culturalmente, storicamente o esteticamente significativo".

## Trama
A Nazaret, i promessi sposi Maria e Giuseppe vengono informati da un angelo che la ragazza darà alla luce il figlio di Dio, di nome Gesù, rimanendo vergine. Giuseppe accetta comunque di sposare Maria, e insieme si recano a Betlemme. I due però non trovano alloggio, così Maria è costretta a partorire in una grotta e a mettere Gesù in una mangiatoia. Il bambino viene onorato da magi, ma non il re Erode il Grande che fa cercare Gesù per ucciderlo. La famiglia è quindi costretta a fuggire in Egitto, quindi ritorna a Nazaret dopo la morte del re. A dodici anni, durante un pellegrinaggio, Gesù si ferma per tre giorni al Tempio di Gerusalemme all'insaputa dei genitori, per intrattenersi con i dottori della Legge.
Diventato adulto, Gesù inizia a raccogliere discepoli e a girare la Palestina predicando il Regno dei Cieli in nome del Padre e compiendo miracoli, fino al suo trionfale arrivo a Gerusalemme dove viene acclamato dalla folla come Messia. Il comportamento di Gesù e il suo professarsi figlio di Dio non sono però ben visti dai sacerdoti, che lo fanno arrestare grazie al tradimento del suo apostolo Giuda Iscariota (che poco dopo si suicida) e lo conducono davanti al prefetto romano Ponzio Pilato perché venga condannato. Pilato non trova che Gesù sia colpevole, ma davanti alle richieste del popolo che poco tempo prima lo acclamava, lo condanna formalmente a morte per lesa maestà (essendosi dichiarato "Re dei Giudei"). Flagellato, schernito dai soldati romani e incoronato di spine, Gesù viene costretto a portare la propria croce sul Calvario, dove viene crocifisso e muore.

## Distribuzione
Il film fu presentato nell'ottobre 1912 in due proiezioni per un pubblico esclusivamente clericale: la prima il 3 ottobre alla Queen's Hall di Londra, la seconda al Wanamaker's Auditorium di New York. La prima proiezione pubblica in sala si tenne a Jacksonville nel gennaio o febbraio 1913, quindi il film fu distribuito nei cinema statunitensi. La Vitagraph, dopo aver acquisito le proprietà della Kalem nel febbraio 1919, rieditò il film nei cinema in una versione estesa da 71 minuti. Un'altra riedizione avvenne nel 1938, quando il film fu proiettato nei cinema con musica, narrazione ed effetti sonori a cura del reverendo Brian Hession, oltre a dei falsi primi piani.

### Edizioni home video
L'8 aprile 2003 il film fu distribuito in DVD dalla Image Entertainment nello stesso disco con La Vie et la Passion de Jésus-Christ (1905); From the Manger to the Cross è presentato nella versione estesa e in toni di colore, e accompagnato da una colonna sonora eseguita all'organo da Timothy Howard.